# 民主同盟 (マラウイ)
民主同盟（みんしゅどうめい、Alliance for Democracy）は、マラウイの政党の1つである。

## 概要
マラウイは1964年にイギリス保護領のニヤサランドから独立を行ったが、ヘイスティングズ・カムズ・バンダ率いるマラウイ会議党以外の党を結成することが非合法とされていたため、1966年以降長らく一党独裁政治が行われていた。
1991年当時の南アフリカ共和国大統領であったフレデリック・ウィレム・デクラークにより、アパルトヘイトが法的に廃止された前後から、独裁政治に対する批判が高まってきたことを受けて、1993年に国民投票で複数政党制の是非を問うことが決まった。これを受けて、1992年10月からは政党運動を行うことが法的に可能となったため、公式に設立されたのが統一民主戦線と民主同盟である。もっとも、1991年末頃から両党ともに地下政治的活動を行っていたことが明らかとなっている。
なお、選挙の支持基盤はトゥンブカ族であり、マラウイ北部州の地域で根強い支持を得ている。

## 選挙
近年、国民議会における議席数が大幅に減少しており、2004年の選挙では194議席中の6議席しか獲得できず、2009年の選挙ではわずか1議席しか得ることができなかった。また、2009年の大統領選挙に候補としてディンディ・ゴワ・ニャスルを送り込んだが、得票率は候補者中最も低い0.45%と厳しい結果となった。